# Barcus-Berry
Barcus-Berry ist ein US-amerikanisches Musikinstrumentenbauunternehmen in Louisville, Kentucky.

## Geschichte
1963 wurde durch Experimente, die der Geiger John Berry und der Elektronik-Visionär Les Barcus initiierten, der erste Piezokristall-Tonabnehmer für Musikinstrumente entwickelt. Diese Entdeckung hatte zur Folge, dass die Firma Barcus-Berry zahlreiche Neuerungen in die Musikindustrie einführte, wie die erste elektrische Violine (Violectra), die ersten erfolgreichen Piezo-Abnehmer für Gitarre, Klavier und Konzertharfe, die ersten kommerziell genutzte Active-Direct-Boxen, die erste Kombination von Gurt-Taste und Klinkenbuchse und den ersten Piezo-Tonabnehmer unter dem Sattel des Instruments.
Die Firma Barcus-Berry produziert Tonabnehmer und Vorverstärker für Gitarren, Blechblasinstrumente, Holzblasinstrumente, Klaviere und Harfen, aber auch elektroakustische Violinen.
Eins der bekanntesten Musikinstrumente der Firma Barcus-Berry ist die Violectra, die von bekannten Jazzmusikern wie Jean-Luc Ponty, Michał Urbaniak und Elek Bacsik gespielt wird.